# Bettie Serveert
Bettie Serveert est un groupe néerlandais de rock indépendant, originaire d'Arnhem.
Le nom du groupe est une déformation du nom de la joueuse de tennis Betty Stöve.

## Histoire
Le groupe est composé à l'origine de Carol Van Dijk (ou "van Dyk", née le 22 avril 1962 à Vancouver) (chant et guitare), Peter Visser (guitare), Herman Bunskoeke (né vers 1961 à Amsterdam) (basse) et Berend Dubbe (né vers 1961 à Deventer) (batterie).
Carol van Dijk naît au Canada de parents hollandais. Sa langue maternelle est l'anglais. Sa famille déménage en Hollande en 1969 et van Dijk lutte avec la barrière linguistique qui en résulte, en particulier la variante d'Amsterdam de la langue néerlandaise.
Bettie Serveert commence en 1986 sous le nom de Betty Serveert, mais après son premier concert en 1990, le groupe est dissous quand le groupe De Artsen (nl) (dans lequel jouent le guitariste Peter Visser et le bassiste Herman Bunskoeke, avec Reinier Veldman à la batterie et Joost Visser à la guitare et au chant) connaît le succès avec son album Conny Waves with a Shell (1989). À la fin de cette année-là, le chanteur-guitariste Joost Visser quitta soudainement De Artsen, ce qui signifiait la fin de ce groupe. Peter Visser et Herman Bunskoeke lancent un projet dans lequel Carol van Dijk agit en tant qu'ingénieure du son et Berend Dubbe (nl) en tant que roadie. À la fin de l'année 1990, le groupe Bettie Serveert est à nouveau formé, avec Berend Dubbe comme batteur et Van Dijk comme chanteuse et guitariste. Presque toutes les paroles sont de Carol van Dijk, la musique de tout le groupe. La première démo de Bettie Serveert en 1992 est bien accueillie et même élue "Démo du mois" par le magazine britannique Melody Maker. Il signe avec Matador Records.
En septembre 1992, le single Tom Boy sort, suivi du premier album Palomine. Le groupe fait immédiatement une tournée en Europe, aux États-Unis et au Canada. En 1993, Bettie Serveert joue au Pinkpop festival et un an plus tard au Lowlands et Roskilde. En janvier 1994, le groupe reçoit le Popprijs. 
En 1995 paraît le deuxième album Lamprey. Le groupe est à nouveau au Pinkpop en 1995 puis fait une tournée américaine aux côtés de Belly, Dinosaur Jr., Buffalo Tom, Superchunk, Come, Counting Crows et Jeff Buckley.
En 1997, après l'album Dust Bunnies, le groupe rend hommage au groupe de rock expérimental The Velvet Underground en jouant quelques concerts avec la musique du groupe. Le dernier concert a lieu au Paradiso. Les enregistrements de cette dernière performance sont sur l'édition limitée Bettie Serveert Plays Venus in Furs and Other Velvet Underground Songs. En 2019, des enregistrements de quatre autres chansons sont publiées. Une version remasterisée de l'album sort cette année-là, comprenant les quatre chansons supplémentaires.
Berend Dubbe quitte le groupe en raison de différences artistiques et crée son propre projet, Bauer, qui sort un album On the Move en 1999. Le batteur Reinier Veldman quitte le groupe en 2002 pour se consacrer pleinement à son groupe Young Pilots.
Un certain nombre de batteurs, comme Reinier Veldman, remplacent Dubbe sur le prochain album, Private Suit, sorti le 5 septembre 2000.
En juillet 2001, Van Dijk et Pascal Deweze de Sukilove forment un duo, Chitlin' Fooks, et sortent leur album éponyme, suivi par Did it Again en janvier 2003.
En 2003, le groupe reçoit leur premier disque d'or aux Pays-Bas pour le premier album Palomine.
Dans une interview à Popstukken en 2004, Van Dijk déclare qu'elle et Visser avaient enregistré les albums. Ils enregistraient toutes les parties de la plupart des chansons, certaines furent jouées par tous les membres du groupe. Elle donne les raisons pour lesquelles les albums sont enregistrés si rapidement, que c'est une méthode rentable et parce que les autres membres du groupe auraient moins de temps pour enregistrer de la musique en raison d'emplois permanents.
La reprise de Lover I Don't Have to Love de Bright Eyes est présente dans l'épisode 18 de la saison 3 de la série Newport Beach. La chanson titre de Palomine peut être entendue en arrière-plan lors de l'épisode 4 de la série Angela, 15 ans. Le groupe reprend I'll Keep It with Mine de Bob Dylan pour la bande originale du film indépendant de 1996 I Shot Andy Warhol.
Bettie Serveert sort un EP uniquement numérique, Deny All, sur Second Motion Records, le 26 janvier 2010 aux États-Unis. Le neuvième album, Pharmacy of Love, est publié aux États-Unis aussi par Second Motion le 23 mars de la même année.
En août 2015, le 25e anniversaire de Bettie Serveert est célébré avec un concert où l'intégralité de l'album Palomine est interprété avec Berend Dubbe à la batterie.